# Tarp danske kirke
Tarp danske kirke er den danske kirke i den sydslesvigske by Tarp, beliggende få kilometer syd for Flensborg. Kirken fungerer siden 1985 som sognekirke for den danske menighed i Ugle Herred. Kirkebygningen er opført i gule mursten. Kirkens indre enkelt og funktionelt. Bygningen råder ikke over et tårn, men ved siden af kirken står en klokkestabel. Kirken er placeret i Tarps nordøstlige del direkte ved Trenen. Få meter nordvest for kirken ligger landsbyens kirkegård.
Menigheden omfatter landsbyerne Tarp, Eggebæk, Frørup, Jaruplund, Oversø, Vanderup og Veding. Menigheden hører under Dansk Kirke i Sydslesvig. Der holdes skiftevis gudstjeneste i Tarp danske Kirke og Jaruplund danske Kirke.